# Simon Andrews
Simon Andrews (Worcester, 14 agosto 1982 – Belfast, 19 maggio 2014) è stato un pilota motociclistico britannico.

## Carriera
Inizia a competere in campionati di rilievo nel 2002, quando prende parte al campionato europeo Superstock 1000 con una Honda CBR 900 RR del team UCL Racing Honda. Corre sette gare delle nove in calendario, ottenendo sedici punti e la ventiquattresima posizione nella graduatoria piloti.
Nel 2003 ottiene una wild card per correre la prova britannica del campionato mondiale Supersport sul circuito di Silverstone, ma conclude la gara al diciassettesimo posto, quindi fuori dalla zona punti. Dal 2005 è impegnato nei campionati britannici, nel dettaglio fino al 2006 è impegnato nella categoria Supersport mentre dal 2007 nel British Superbike Championship. I risultati però non sono eccelsi, infatti riesce a totalizzare solo un podio nelle Supersport ed uno in Superbike.
Contestualmente prende parte ad alcune prove del campionato mondiale Superbike, la prima nel 2009 come wild card nella prova britannica, dove ottiene un ventesimo posto in gara 1 e un decimo posto in gara 2, mentre nel 2010 viene chiamato dal team Kawasaki Racing per sostituire l'infortunato Chris Vermeulen nella prova spagnola. In gara 2 rimane coinvolto in un incidente in pieno rettilineo con Vittorio Iannuzzo, dove riporta la frattura del calcagno e di un metatarso del piede sinistro. Nel 2011 gareggia nelle prime prove del British Superbike Championship dove, in sella ad una Kawasaki si classifica ventinovesimo.
Perde la vita il 19 maggio 2014 all'età di 31 anni presso l'ospedale di Belfast, dove era ricoverato a seguito delle ferite riportate in un incidente occorsogli il giorno precedente nella gara della North West 200.

## Risultati in gara

### Campionato mondiale Supersport
| 2003 | Moto   |  |  |  |  |  |    |  |  |  |  |  |  | Punti | Pos. |
| ---- | ------ |  |  |  |  |  | -- |  |  |  |  |  |  | ----- | ---- |
| 2003 | Yamaha |  |  |  |  |  | 17 |  |  |  |  |  |  | 0     |      |

| Legenda | 1º posto        | 2º posto            | 3º posto           | A punti      | Senza punti        | Grassetto – Pole position Corsivo – Giro più veloce |
| Legenda | Gara non valida | Non qual./Non part. | Ritirato/Non class | Squalificato | '-' Dato non disp. | Grassetto – Pole position Corsivo – Giro più veloce |

### Campionato mondiale Superbike
| 2009 | Moto     |  |  |  |  |  |  |  |  |  |  |  |  |  |  |  |  |    |    |  |  |  |  |  |  |  |  |  |  | Punti | Pos. |
| ---- | -------- |  |  |  |  |  |  |  |  |  |  |  |  |  |  |  |  | -- | -- |  |  |  |  |  |  |  |  |  |  | ----- | ---- |
| 2009 | Kawasaki |  |  |  |  |  |  |  |  |  |  |  |  |  |  |  |  | 20 | 10 |  |  |  |  |  |  |  |  |  |  | 6     | 34º  |

| 2010 | Moto     |  |  |  |  |    |     |  |  |  |  |  |  |  |  |  |  |  |  |  |  |  |  |  |  |  |  |  |  | Punti | Pos. |
| ---- | -------- |  |  |  |  | -- | --- |  |  |  |  |  |  |  |  |  |  |  |  |  |  |  |  |  |  |  |  |  |  | ----- | ---- |
| 2010 | Kawasaki |  |  |  |  | 18 | Rit |  |  |  |  |  |  |  |  |  |  |  |  |  |  |  |  |  |  |  |  |  |  | 0     |      |

| Legenda | 1º posto        | 2º posto            | 3º posto           | A punti      | Senza punti        | Grassetto – Pole position Corsivo – Giro più veloce |
| Legenda | Gara non valida | Non qual./Non part. | Ritirato/Non class | Squalificato | '-' Dato non disp. | Grassetto – Pole position Corsivo – Giro più veloce |